# Henriette Confurius
Henriette Confurius (anhörenⓘ * 5. Februar 1991 in Berlin) ist eine deutsch-niederländische Schauspielerin.

## Leben

### Familie und Ausbildung
Henriette Confurius wurde als Tochter des Schriftstellers und Autors Gerrit Confurius und der niederländischen Schauspielerin Chun Mei Tan in Berlin geboren. Sie hat die deutsche und die niederländische Staatsbürgerschaft und wuchs zweisprachig im schleswig-holsteinischen Ratzeburg auf. Bereits mit acht Jahren war sie als Schauspielerin tätig und wirkte in der Folgezeit in mehreren Film- und Fernsehproduktionen mit. Als Confurius neun Jahre alt war, zog die Familie zurück nach Berlin, wo Henriette Confurius das Goethe-Gymnasium in Wilmersdorf besuchte. Im Alter von 17 Jahren ging sie für einen einjährigen Aufenthalt auf eine Farm nach Irland. Nach ihrer Rückkehr entschied sie sich, ihre Schauspiellaufbahn fortzusetzen.
Confurius’ Brüder Lucas Confurius und Carl Confurius sind ebenfalls schauspielerisch tätig. Im Jahre 2012 zog sie für zwei Jahre nach Wien. Confurius lebt in Berlin und arbeitet nebenberuflich auch als Restauratorin von Möbeln.

### Erste Rollen
2001 war Confurius in zwei Fernsehproduktionen von Ulrich König zu sehen: als kleine Celine in Frauen, die Prosecco trinken nach dem gleichnamigen Roman von Marlene Faro (Erstausstrahlung: März 2001) sowie in der TV-Komödie Die Meute der Erben an der Seite von Günter Pfitzmann und Catherine Flemming nach dem gleichnamigen Roman von Gaby Hauptmann (Erstausstrahlung: April 2001). Im letztgenannten Film spielte sie die junge Tochter Caro, deren geschiedene Mutter Ina eine heruntergekommene Villa geerbt hat. Seitdem war sie in mehreren Spielfilmen und TV-Produktionen zu sehen.
2002 hatte sie die Hauptrolle in dem Spielfilm Mein erstes Wunder, dem Debütfilm der Regisseurin Anne Wild: Confurius verkörperte Dole, ein elfjähriges Mädchen, das sich gegen die neue Liebesbeziehung ihrer alleinerziehenden Mutter auflehnt; im Urlaub lernt sie einen Mann kennen, Mitte Vierzig, mit dem sie eine ungewöhnliche und von den Erwachsenen kritisch begleitete Freundschaft beginnt. Confurius spielte die Dole „wunderbar stur, stark und verletzlich“.
In dem Polizeiruf-110-Krimi Verloren (Erstausstrahlung: September 2003) war sie ein junges Mädchen, das sich von ihren Eltern, die sich nichts mehr zu sagen haben, ungeliebt vorkommt und wegläuft. In dem Bella Block-Krimi Das Gegenteil von Liebe (Erstausstrahlung: Januar 2004) spielte Confurius die bei ihrer Mutter lebende elfjährige Halbschwester eines tot aufgefundenen sechsjährigen Jungen, die eine intensive Beziehung zu ihrem Vater hat und sich in eine Scheinwelt flüchtet. In der ZDF-Krimireihe Ein starkes Team spielte sie in dem Film Lebende Ziele (Erstausstrahlung: Februar 2005) das Nachbarsmädchen Jenny, das gemeinsam mit einem Kiez-Punk seine Deutsch-Hausaufgaben macht und ihn auch täglich mit Wurstbroten versorgt.

### Kino- und Fernsehfilme (ab 2007)
2007 war Confurius erstmals in der Fernsehreihe Tatort zu sehen. In Strahlende Zukunft verkörperte sie Julia März, die Freundin der Rollenfigur Daniel Vegener, dessen eben aus der Psychiatrie entlassene Mutter zuerst einen Bremer Richter und dann sich selbst tötet. 2011 spielte Confurius in dem Tatort-Film Herrenabend die Rolle der Nele Klarbach, die mit ihrer alkoholabhängigen Mutter im Haus des Großvaters wohnt. Die Zeitschrift Stern schrieb, dass Confurius den überzeugendsten Part in diesem Tatort spielte. Im Tatort-Film Kalter Engel (2013) spielte sie Lisa Kranz, die Bekannte einer ermordeten Erfurter Jura-Studentin. Mit ihrer Darstellung „riss sie, gemeinsam mit Florian Bartholomäi, Kalter Engel aus der totalen Durchschnittlichkeit“.
An der Seite von Götz George sah man Confurius als Niko im Fernsehfilm Der Novembermann (2007). Im ersten Teil des Mehrteilers Die Wölfe (2009), spielte sie die junge Lotte, ein Mitglied einer Berliner Jugendbande in der Zeit der Berlin-Blockade. Dafür wurde sie bei der Verleihung des Deutschen Fernsehpreises 2009 gemeinsam mit fünf anderen Nachwuchsdarstellern zum zweiten Mal mit dem Förderpreis ausgezeichnet. In dem französisch-deutschen Historienfilm Die Gräfin war Confurius unter der Regie von Julie Delpy in der Rolle der Kayla zu sehen. Im selben Jahr war sie in dem Fernsehfilm Jenseits der Mauer in der Rolle der Miriam Molitor zu sehen, die als Adoptivkind zurückgelassen wird und als Rebecca Pramann bis zu ihrem 17. Lebensjahr in Leipzig lebt. 2011 spielte sie in dem Fernsehfilm Liebe am Fjord – Das Meer der Frauen die Rolle der 16-jährigen Ida Gustavsson, deren Mutter, eine erfolgreiche Modedesignerin, sie als Kind zurückließ. Im selben Jahr verkörperte sie an der Seite von Tim Oliver Schultz in dem Spielfilm Ameisen gehen andere Wege, der bei den Internationalen Hofer Filmtagen uraufgeführt wurde, die junge Kyra, die sich von ihrer Vergangenheit lösen will.
In dem Märchenfilm Allerleirauh (2012) spielte Confurius die weibliche Hauptrolle, die Prinzessin Lotte, die vor ihrem eigenen Vater, dem König, flüchtet, nachdem er sie in inzestuösem Begehren ehelichen will. 2013 war sie in dem deutsch-österreichischen Fernsehfilm Die Holzbaronin in den Rückblick-Szenen des Films in der Rolle der jungen Elly Seitz zu sehen. Der Film hatte im Dezember 2012 Premiere auf der Filmschau Baden-Württemberg.
In der Filmbiografie Ein blinder Held – Die Liebe des Otto Weidt (2014) war sie in der Rolle der Alice Licht an der Seite von Edgar Selge in der Titelrolle des Otto Weidt, der Alice zunächst nur einen Unterschlupf in seiner Besen- und Bürstenfabrik anbietet und sich dann in sie verliebt, zu sehen. In Dominik Grafs Historienfilm Die geliebten Schwestern, der bei den 64. Internationalen Filmfestspielen in Berlin uraufgeführt wurde, spielte sie die Rolle der Charlotte von Lengefeld, die mit ihrer Schwester Caroline (Hannah Herzsprung) eine Ménage à trois mit dem deutschen Dichter Friedrich Schiller (Florian Stetter) führt. In dem österreichischen Filmdrama Die Fremde und das Dorf (2014) verkörperte sie die junge italienische Lehrerin Rosaria, die sich während ihres Aufenthaltes in der Steiermark in den Jungbauern Josef verliebt. In der 2015 und 2018 ausgestrahlten ZDF-Miniserie Tannbach – Schicksal eines Dorfes war sie in der Rolle der Anna von Striesow, Tochter des Grafen Georg von Striesow (Heiner Lauterbach), die später auf ostdeutschem Gebiet den überzeugten Kommunisten Friedrich Erler (Jonas Nay) heiratet, zu sehen. Für diese schauspielerische Leistung wurde sie am 12. November 2015 in der Kategorie Schauspielerin national mit dem Bambi ausgezeichnet.
In der Märchen-Neuverfilmung Das kalte Herz, die im Oktober 2016 ihre Kino-Premiere hatte, spielte Confurius als die in den jungen Köhler Peter Munk verliebte Lisbeth die weibliche Hauptrolle. 2017 spielte sie die Magd Rosa im ZDF-Märchenfilm Rübezahls Schatz.
Ebenfalls die Hauptrolle spielte sie in dem Schweizer Kinofilm Das Mädchen und die Spinne von Ramon Zürcher neben Liliane Amuat und Ursina Lardi. Der Film hatte im Februar 2021 Premiere bei der Berlinale in der in diesem Jahr neu eingeführten Sektion „Encounters“.
In der Miniserie Die verlorene Tochter (2020) war Confurius als Tochter Isa von Gems, die auf einem Schulfest spurlos verschwindet und zehn Jahre später ohne jede Erinnerung zurückkehrt, an der Seite von Christian Berkel, Claudia Michelsen und Götz Schubert zu sehen. Im TV-Zweiteiler Das Weiße Haus am Rhein (2021) verkörperte sie die Hausangestellte Elsa Wahlen, die sich in der Kommunistischen Bewegung engagiert. Im Gerichtsdrama Sie sagt. Er sagt. (2024) spielte sie die Strafverteidigerin eines mutmaßlichen Vergewaltigers.

### Episodenrollen in Fernsehserien
Confurius übernahm mehrfach auch Episodenrollen in Fernsehserien. Bei In aller Freundschaft spielte sie 2007 in der Folge Wiedererweckte Gefühle ein 16-jähriges Mädchen, das seine Schwangerschaft verheimlicht und das Kind zur Adoption freigeben will. In der ZDF-Krimiserie Notruf Hafenkante (2007) war sie in der Folge Der verlorene Sohn die junge Drogendealerin Svenja. In der ZDF-Serie Küstenwache (2010) spielte sie in der Folge Claras Traum die 16-jährige Clara Eschenbach, die mit ihrem Segelboot allein auf eine Weltreise aufbrechen will. In Sicht gleich Null (2012) aus der Fernsehserie Die Bergretter war Confurius das blinde Mädchen Paula. Tittelbach.tv schrieb über ihre Darstellung: „Confurius, eine der ausdrucksstärksten Jungschauspielerinnen, wertet den gut gemachten Fernsehfilm weiter auf.“ In der ZDF-Krimiserie SOKO Wismar (2012) spielte sie in der Folge Kammerflimmern die Rolle der Ilka Christiansen, deren Mutter tot aufgefunden wird. In der ZDF-Serie Letzte Spur Berlin (2012) spielte sie in der Folge Heimweg die 17-jährige Abiturientin Nadja Meifeld, deren jüngere Schwester einige Jahre zuvor auf dem Heimweg spurlos verschwunden ist.

## Filmografie
- 2001: Frauen, die Prosecco trinken (Fernsehfilm)
- 2001: Die Meute der Erben (Fernsehfilm)
- 2002: Ballett ist ausgefallen (Kurzfilm)
- 2002: Mein erstes Wunder
- 2003: Nachmittag in Siedlisko (Kurzfilm)
- 2003: Polizeiruf 110 – Verloren (Fernsehreihe)
- 2004: Bella Block: Das Gegenteil von Liebe (Fernsehreihe)
- 2005: Ein starkes Team – Lebende Ziele (Fernsehreihe)
- 2006: Show Time (Kurzfilm)
- 2006: Hilfe, meine Tochter heiratet (Fernsehfilm)
- 2007: Der Novembermann (Fernsehfilm)
- 2007: Tatort – Strahlende Zukunft (Fernsehreihe)
- 2007: Notruf Hafenkante – Der verlorene Sohn (Fernsehserie)
- 2007: In aller Freundschaft – Wiedererweckte Gefühle (Fernsehserie)
- 2008: Das Geheimnis im Wald (Fernsehfilm)
- 2009: Die Wölfe (Fernsehmehrteiler)
- 2009: Die Gräfin (The Countess)
- 2009: Ellas Geheimnis (Fernsehfilm)
- 2009: Jenseits der Mauer (Fernsehfilm)
- 2009: Ein Fall für zwei – Kleiner Satellit (Fernsehserie)
- 2010: Inspektor Barbarotti – Mensch ohne Hund (Fernsehreihe)
- 2010: Eichmanns Ende – Liebe, Verrat, Tod (Fernsehfilm)
- 2010: Küstenwache – Claras Traum (Fernsehserie)
- 2010: Familie Fröhlich – Schlimmer geht immer (Fernsehfilm)
- 2011: Der ganz große Traum
- 2011: Liebe am Fjord – Das Meer der Frauen (Fernsehreihe)
- 2011: Tatort – Herrenabend (Fernsehreihe)
- 2011: Ameisen gehen andere Wege
- 2011: Der Staatsanwalt – Liebe und Hass (Fernsehserie)
- 2012: SOKO Wismar – Kammerflimmern (Fernsehserie)
- 2012: Die Bergretter – Sicht gleich Null (Fernsehreihe)
- 2012: Countdown – Die Jagd beginnt – Romeo und Julia (Fernsehserie)
- 2012: Allerleirauh (Fernsehfilm)
- 2013: Die Holzbaronin (Fernsehfilm)
- 2013: Tatort – Kalter Engel (Fernsehreihe)
- 2014: Ein blinder Held – Die Liebe des Otto Weidt (Fernsehfilm)
- 2014: Die geliebten Schwestern
- 2014: Letzte Spur Berlin – Heimweg (Fernsehserie)
- 2014: Die Fremde und das Dorf (Fernsehfilm)
- 2015, 2018: Tannbach – Schicksal eines Dorfes (2 Staffeln)
- 2016: Nebel im August
- 2016: Das kalte Herz
- 2017: Rübezahls Schatz (Fernsehfilm)
- 2018: 1918 Aufstand der Matrosen (Doku-Drama)
- 2019: Golden Twenties
- 2020: Die verlorene Tochter (Fernsehserie)
- 2020: Narziss und Goldmund
- 2021: Das Mädchen und die Spinne
- 2021: Tribes of Europa (Fernsehserie)
- 2021: Generation Beziehungsunfähig
- 2021: Ich Ich Ich
- 2021: Das Weiße Haus am Rhein (Fernsehzweiteiler)
- 2022: Schweigend steht der Wald
- 2023: Transatlantic (Fernsehserie)
- 2024: Sie sagt. Er sagt. (Fernsehfilm)
- 2024: Die Herrlichkeit des Lebens
- 2024: Unspoken
- 2025: Sehnsucht in Sangerhausen

## Auszeichnungen
- 2004: Deutscher Fernsehpreis 2004 – Förderpreis, für Rollen in Bella Block: Das Gegenteil von Liebe, Mein erstes Wunder und Polizeiruf 110: Verloren
- 2009: Deutscher Fernsehpreis 2009 – Förderpreis, für ihre Rolle in Die Wölfe
- 2015: Bambi – Schauspielerin national, für Tannbach – Schicksal eines Dorfes (Staffel 1)